# Multitudinisme
« Multitudinisme » désigne, dans sa principale acception, l'attitude et le statut d'une Église protestante qui se donne pour mission de s'occuper spirituellement de l'ensemble d'une population sans que celle-ci en soit forcément membre. C'est le principe d'une Église ouverte à tous, même sans religion d'État.

## Étymologie
Alexandre Vinet a forgé ce mot en 1842 à partir d'une réminiscence biblique (les « multitudes » dont Jésus avait compassion dans Matthieu 15,32). Le multitudinisme est souvent confondu à tort avec la notion très proche de Volkskirche en allemand (littéralement « l'Église du peuple »), qui a été rendue ambiguë par l'usage qu'en firent les « Chrétiens allemands » sous le régime nazi. Cependant, les deux étaient effectivement synonymes au temps de la Réforme protestante.
Le terme « multitudinisme » désigne également une hérésie peu connue du XIIe siècle, qui donnait la priorité à l'opinion de la multitude et non à la doctrine enseignée par la hiérarchie.

## Principe
Aux origines du multitudinisme, on retrouve la volonté des protestants de se détacher des anabaptistes lors de la Réforme. En effet, ces derniers sont à l'origine des communautés de chrétiens professants, les Églises évangéliques.  Les protestants traditionnels, luthériens et réformés, ont voulu rester l'Église des multitudes, refusant de faire le tri entre les « vrais croyants » et les autres. Cependant, certains réformateurs ont créé des cercles de chrétiens plus engagés et à la discipline plus stricte au sein de quelques paroisses. Ce fut par exemple le cas de Martin Bucer en 1546-1547. Toutefois, ces cercles se maintinrent seulement quelques années. 
Le principe du multitudinisme est particulièrement utilisé en Allemagne, avec la transformation progressive des Églises d'État en Églises territoriales (Landeskirchen en allemand), et en Suisse. En France, les églises luthéro-réformées y sont également attachées, c'est pourquoi les paroissiens peu fidèles et les enfants peuvent avoir droit aux sacrements. Les pasteurs essayent d'accueillir les « éloignés de l'Église » et de leur faire entendre l'Évangile, autrement dit il s'agit pour eux d'effectuer une mission pastorale et de permettre une redécouverte de la foi chrétienne. Cette vision de l'Église propose l'Évangile sans stipuler de forme sociale d'appartenance ou d'engagement, les seules prérogatives étant la simple conscience religieuse de ceux qui ont reçu le baptême ou une union purement sociologique. Par exemple, il est significatif que nombre de non-croyants souhaitent tout de même des funérailles chrétiennes, essentiellement par besoin de ritualiser la mort, et qu'à présent la plupart de ceux qui viennent accompagner le défunt entrent dans l'église, quelles que soient leurs croyances (auparavant, les non-croyants restaient majoritairement devant la porte). 
Certaines Églises se déclarent officiellement multitudinistes, en témoigne l’Église protestante de Genève qui se déclarait « nationale » jusqu'en 2000 ou l'Église réformée évangélique du canton de Neuchâtel qui a marqué dans sa constitution que l’Église est « au service de tous les habitants du pays de Neuchâtel ». 
Le multitudinisme est plutôt rejeté par les églises chrétiennes évangéliques, qui revendiquent leur complète indépendance envers l'État. Pour elles, il est important d'en être membre par choix personnel et d'être actif au sein de la communauté. Chaque membre doit accepter les croyances affirmées par la communauté. Certaines Églises protestantes séparées de l'État n'en demeurent pas moins multitudinistes dans la manière dont qu'elles conçoivent leur rapport avec la société.

## Problèmes soulevés par le multitudinisme
La déchristianisation, avec la perte de contact de l'Église avec les « multitudes » qui s'ensuit, fait qu'aujourd'hui le terme est sujet à discussion. Certaines paroisses tendent à redevenir confessantes, c'est-à-dire qu'elles veulent insister en premier lieu sur la foi sur laquelle elles sont fondées et non sur leur organisation ou leur action sociale, afin d'affirmer leur identité. Les Églises désirent par conséquent concilier la tradition multitudiniste et une dimension plus confessante, mais cela ne se fait pas sans susciter de débats.